# La Fontaine-mesék
A La Fontaine-mesék (francia cím: Fablio le magicien) magyar–francia televíziós rajzfilmsorozat, amely La Fontaine meséi alapján készült.

- Rég elhunyt, de ma is élő
- a nagy francia mesélő.
- Századokkal élte túl hajdani korát.
- Követve haladó szelleme nyomát
- eljutunk a máig.
- Így majd érthetővé válik
- rajzolóink tréfás művéhez a mottó:
- Így mesélne ma a neves mesemondó.

## Alkotók
- Mesélő: Bodrogi Gyula
- Rendezte: Czipauer János (21. részben), Dargay Attila, Jankovics Marcell, Nepp József (5. részben), Temesi Miklós
- Írta: Georges De La Grandiere
- Zenéjét szerezte: Pethő Zsolt, Deák Tamás (5. részben)
- Operatőr: Bacsó Zoltán (5. részben), Harsági István, Henrik Irén, Nagy Csaba, Neményi Mária
- Hangmérnök: Bársony Péter, Horváth Domonkos
- Vágó: Czipauer János, Hap Magda
- Figuraterv: Sajdik Ferenc (9. részben)
- Háttér: Balázs Piri, Magyarkúti Béla, Sajdik Ferenc, Simonyi Emőke (5. részben), Szálas Gabriella, Szabó Szabolcs
- Mozdulattervezők: Bánki Katalin, Kálmán Katalin, Jankovics Marcell
- Rajzolták: Agócs Zsuzsa, Cser Zsuzsa, Csiszér Ágnes, Csonka György, Dékány István, Fülöp Márta, Gáspár Imre, Görgényi Erzsébet, Gregán Gizella, Hangya János, Jonák Tamás, Kaim Miklós (5. részben), Kárpát Mária, Kaszner Margit, Kéri László, Koltai Jenő, Kovács István, Kreitz Zsuzsa, Maros Zoltán, Marsovszky Emőke, Radvány Zsuzsa, Rajkai György (19. részben), Révész Gabriella, Rofusz Ferenc, Rosta Géza, Somos Zsuzsa, Szabó Szabolcs, Székely Ildikó, Szemenyei András, Szombati Szabó Csaba, Temesi Magda, Ternovszky Béla, Tóth Sarolta, Vásárhelyi Magda (5. részben), Zimmer Judit
- Kisérőszöveg: Jacques Degor
- Asszisztensek: Kiss Bea, Méhl Tibor
- Gyártásvezető: Gyöpös Sándor, Kunz Román

- A laboratóriumi munkák a Magyar Filmlaboratórium Vállalatnál készültek
- Készítette a Pannónia Filmstúdió

## Epizódok

### 1. évad (1973–1974)
| Sor. | Év. | Cím                                                                           | Rendező       | Író                     | Premier            |
| ---- | --- | ----------------------------------------------------------------------------- | ------------- | ----------------------- | ------------------ |
| 1.   | 1.  | A béka és az ökör (La grenouille qui veut se faire aussi grosse que le boeuf) | Dargay Attila | Georges De La Grandiere | 1973. október 14.  |
| 2.   | 2.  | A farkas és a kutya (Le loup et le chien)                                     | Dargay Attila | Georges De La Grandiere | 1973. november 25. |
| 3.   | 3.  | A szúnyog és az oroszlán (Le lion et le moucheron)                            | Dargay Attila | Georges De La Grandiere | 1974. január 26.   |
| 4.   | 4.  | A teknősbéka és a két kiskacsa (La tortue et les seux canards)                | Dargay Attila | Georges De La Grandiere | 1973. december 16. |

### 2. évad (1973–1974)
| Sor. | Év. | Cím                                                                | Rendező           | Író                     | Premier            |
| --- | --- | ------------------------------------------------------------------ | ----------------- | ----------------------- | ------------------ |
| 5. | 1.  | A világtól elvonult patkány (La rat qui s'est retiré du monde)     | Nepp József       | Georges De La Grandiere | 1973. december 2.  |
| 6. | 2.  | A gém (Le Heron)                                                   | Jankovics Marcell | Georges De La Grandiere | 1974. február 10.  |
| 7. | 3.  | A róka és a gólya (Le renard et la cigogne)                        | Dargay Attila     | Georges De La Grandiere | 1973. december 25. |
| 8. | 4.  | A békák királyt választanak (Les grenouilles qui demandent un roi) | Dargay Attila     | Georges De La Grandiere | 1974. január 13.   |
| 9. | 5.  | A róka és a macska (Le chat et le renard)                          | Temesi Miklós     | Georges De La Grandiere | 1973. október 7.   |
| „E fabula arra int, hogy az ember alázatos legyen és a kevélységtől megoltalmazza magát. És noha az Úristen őtet meglátogatta külön-külenféle ajándékokkal, értelemmel, jó ésszel, okossággal, bölcsességgel etc. de azért el ne higyje magát, és kérködségbe ne essék, és felebarátját őhozzája képest meg ne utálja.” – Heltai Gáspár |     |                                                                    |                   |                         |                    |
| 10. | 6.  | A róka és a holló (Le corbeau et le renard)                        | Jankovics Marcell | Georges De La Grandiere | 1974. február 3.   |
| 11. | 7.  | A két kiskakas (Le deux coqs)                                      | Temesi Miklós     | Georges De La Grandiere | 1974. február 17.  |
| 12. | 8.  | A városi és a mezei egér (Le rat de ville et le rat des champs)    | Dargay Attila     | Georges De La Grandiere | 1973. október 28.  |
| 13. | 9.  | A farkas és a ló (Le cheval et le loup)                            | Dargay Attila     | Georges De La Grandiere | 1973. október 21.  |
| A farkas a szántóföldön járt és árpát talált. Nem tudta megenni, ezért ott is hagyta Találkozott a lóval és elmondta neki, hogy árpát talált, de nem ette meg. A ló így reagált erre: „Barátom, ha a farkasok meg tudnák enni az árpát, ha nem részesítenék volna előnyben a fülüket a gyomrukkal szemben”.                             |     |                                                                    |                   |                         |                    |
| 14. | 10. | A kincs elrejtő és komája (L’enfouisseur et son compere)           | Dargay Attila     | Georges De La Grandiere | 1973. december 9.  |
| 15. | 11. | A két vadász és a medve (L’ours et les deux compagnons)            | Dargay Attila     | Georges De La Grandiere | 1973. november 18. |
| 16. | 12. | A farkas és a kisgidák (Le loup, la chevre et le chevreau)         | Dargay Attila     | Georges De La Grandiere | 1974. február 24.  |

### 3. évad (1973–1974)
| Sor. | Év. | Cím                                                          | Rendező        | Író                     | Premier            |
| ---- | --- | ------------------------------------------------------------ | -------------- | ----------------------- | ------------------ |
| 17.  | 1.  | Az aranytojást tojó tyúk (La poule aux œufs d’or)            | Temesi Miklós  | Georges De La Grandiere | 1973. december 31. |
| 18.  | 2.  | Az öszvér és a tolvajok (Les voleurs et l’âne)               | Dargay Attila  | Georges De La Grandiere | 1974. január 20.   |
| 19.  | 3.  | A molnár, a fia meg a szamár (Le meunier, son fils et l’âne) | Dargay Attila  | Georges De La Grandiere | 1973. november 4.  |
| 20.  | 4.  | Az elakadt szekeres (Le charretier embourbé)                 | Dargay Attila  | Georges De La Grandiere | 1974. január 6.    |
| 21.  | 5.  | A kertészkedő meg a várúr (Le jardinier et son seigneur)     | Czipauer János | Georges De La Grandiere | 1973. november 11. |

## Moziváltozat
Franciaországban az eredeti sorozat hat meséjéből 72 perces összeállított rajzfilm készült 1970-ben.
| #   | Magyar cím                  | Francia cím                                                 |
| --- | --------------------------- | ----------------------------------------------------------- |
|     |                             |                                                             |
| 01. | A macska és az öreg patkány | Le chat et le vieux rat                                     |
|     |                             |                                                             |
| 02. | A béka és az ökör           | La grenouille qui voulait se faire aussi grosse que le bœuf |
|     |                             |                                                             |
| 03. | A farkas és a kutya         | Le loup et le chien                                         |
|     |                             |                                                             |
| 04. | Az oroszlán és a szúnyog    | Le lion et le moustique                                     |
|     |                             |                                                             |
| 05. | A teknősbéka és a két kacsa | La tortue et les canards                                    |
|     |                             |                                                             |
| 06. | A tücsök és a hangya        | La sauterelle et la fourmi                                  |

## VHS kiadás
A rajzfilmsorozat egy részét VHS-en is kiadták, a Televideo gondozásában.
| 1. VHS | 2. VHS | 3. VHS |
| --- | --- | --- |
| 1. A molnár, a fia meg a szamár 2. A két kiskakas 3. A kincs elrejtő és komája 4. A békák királyt választanak 5. A világtól elvonult patkány 6. A két vadász és a medve 7. A róka és a gólya | 1. A róka és a holló 2. A gém 3. Az öszvér és a tolvajok 4. A teknősbéka és a két kiskacsa 5. A farkas és a kutya 6. Az elakadt szekeres 7. A farkas és a kisgidák | 1. Az aranytojást tojó tyúk 2. A szúnyog és az oroszlán 3. A városi és a mezei egér 4. A kertészkedő meg a várúr 5. A farkas és a ló 6. A béka és az ökör 7. A róka és a macska |